# Роман (управител)
Вижте пояснителната страница за други личности с името Роман.
Роман (на латински: Romanus) е късноримски управител в провинция Африка през втората половина на IV век.
Той е от 364 до 373 г. офицер-комендант, comes Africae, в римската провинция Африка, житницата на Римската империя в Запада. Според Амиан Марцелин той бил коруптен служител, искал от населението на провинцията дори пари, за да предприеме военна защита от крадливите племена, които нападали римските градове.
Той интригира против Фирм, което го кара да въстане. За да се потуши въстанието през 373 г. в Африка е изпратен Флавий Теодосий, бащата на по-късния император Теодосий I. Флавий Теодосий арестува Роман, заради престъпленията му и потушава въстанието на Фирм до 374 г.
Роман успява да се защити в императорския двор в Рим, между другото с помощта на Флавий Меробавд. Флавий Теодосий е обвинен и през 376 г. екзекутиран. За Роман след това няма повече сведения.